# 2 Minutes to Midnight
A 2 Minutes to Midnight az Iron Maiden brit heavy metal együttes 1984-es Powerslave című albumának kislemezen megjelent dala. A nagylemezt felvezető dal a 11. helyig jutott a brit slágerlistán. 1990-ben a The First Ten Years box set részeként adták ki újra a kislemezt CD-n.

## Története
Ahogy az előző Iron Maiden nagylemezt, úgy a Powerslave albumot is egy Adrian Smith/Bruce Dickinson közös szerzemény vezette fel. A kislemez 1984. augusztus 6-án jelent meg, a World Slavery Tour indulása előtti napokban. A hatperces játékidejű 2 Minutes to Midnight volt az addigi leghosszabb kislemezen kiadott Iron Maiden-szám. A háborúellenes dal címe a Chicagói Egyetem kutatói által 1947-ben felállított Végítélet Órájára tett utalás, mely egy lehetséges globális atomháború bekövetkeztéig hátralévő időt mutatta. 1953-ban, amikorra az Egyesült Államok és a Szovjetunió is kifejlesztette a maga hidrogénbombáját, az atomháború kitörését szimbolizáló éjféli időpontig csak 2 perc volt hátra a tudósok szerint. Ez adta a dal címét, és a nukleáris háború témájára reflektál Derek Riggs borítógrafikája is, melyen egy atomrobbanás gombafelhője látható, az előtérben pedig Eddie ül az ENSZ épületének romjain. A dal kezdő riffjét Adrian Smith játssza, és a későbbi Maiden-gitáros, Janick Gers akkori zenekarának, a White Spiritnek, hasonló című dala, a Midnight Chaser ihlette. A dal első gitárszólóját Dave Murray, a másodikat Adrian Smith játssza. Smith távollétében részeit a koncerteken Janick Gers játszotta.
A kislemez B-oldalára egy feldolgozás került, az angol Beckett együttes Rainbow’s Gold című dala, ami eredetileg a zenekar 1974-ben megjelent egyetlen nagylemezén hallható. Az 1990-es The First Ten Years boxseten Nicko McBrain dobos megemlíti kommentárjában, hogy a Beckett és az Iron Maiden tagjai jó barátságban voltak. A 2 Minutes to Midnight háromszámos maxi single formában is megjelent. A Mission from ’Arry című harmadik tétel nem zeneszám, hanem egy Steve Harris (becenevén ’Arry) basszusgitáros/zenekarvezető és Nicko McBrain dobos közötti öltözői vita felvétele, amit Bruce Dickinson rögzített a diktafonjával, mert annyira szórakoztatónak találta zenésztársai veszekedését.
A 2 Minutes to Midnight kislemez 6 hétig szerepelt a brit slágerlistán, és legjobb helyezése a 11. hely volt.

## Számlista
7" kislemez
1. 2 Minutes to Midnight (Adrian Smith, Bruce Dickinson) – 6:04
2. Rainbow’s Gold  (Terry Slesser, Kenny Mountain; Beckett-feldolgozás) – 4:57

12" kislemez
1. 2 Minutes to Midnight (Smith, Dickinson) – 6:04
2. Rainbow’s Gold  (Slesser, Mountain; Beckett-feldolgozás) – 4:57
3. Mission from ’Arry (Steve Harris, Nicko McBrain) – 6:40

## Közreműködők
- Bruce Dickinson – ének
- Dave Murray – gitár
- Adrian Smith – gitár
- Steve Harris – basszusgitár
- Nicko McBrain – dobok